# Madness On The Road
Madness On The Road es el primer LP de la banda de heavy metal peruana Slither. El álbum cuenta con 10 canciones, mostrando 6 canciones nuevas y 4 canciones regrabadas de su primer EP.
- Datos: Q80848075